# 大箆柄岳
大箆柄岳（おおのがらだけ）は、鹿児島県垂水市高城にある山。高隈山地の一部であり最高峰。高隈山県立自然公園に位置する。

## 概要
山岳宗教の本山であったため「本岳」とも言われている。また、山頂からは桜島、都井岬、志布志湾、錦江湾、開聞岳などが一望できる。
春（4月下旬から5月上旬）は、アケボノツツジが咲く。秋（10月中旬から11月中旬）は、紅葉が照葉樹が山を彩ることから、この時期はいずれも登山に適している。